# Heather Gerken
Heather Kristin Gerken (* 1969) ist eine US-amerikanische Rechtswissenschaftlerin und Hochschullehrerin an der Yale Law School.

## Leben und Wirken
Gerken studierte zunächst Geschichte an der Princeton University, wo sie 1991 den Titel Bachelor of Arts erwarb. Dem schloss sie das Studium der Rechtswissenschaften an der Law School der University of Michigan an. Dort war sie Chefeditorin des Michigan Law Review und schloss ihr Studium im Mai 1994 summa cum laude ab. Anschließend war sie als Referendarin (law clerk) bei Bundesrichter Stephen Reinhardt tätig, ab Juli 1995 arbeitete sie für David Souter am Supreme Court. Im Dezember 1996 nahm sie eine Tätigkeit in der Washingtoner Anwaltskanzlei Jenner & Block auf, verließ die Kanzlei aber im Juli 2000 wieder. Sodann wandte sie sich als Assistenzprofessorin an der Harvard Law School einer akademischen Laufbahn zu. Im September 2003 wurde sie Fellow am Center for Ethics and the Profession der Harvard University, bis sie im Juli 2005 ordentliche Professorin an der Harvard Law School wurde.
Im Juli 2006 wechselte Gerken an die Yale Law School. Ein Jahr später wurde sie dort J. Skelly Wright Professor of Law. Im Juli 2017 wechselte sie universitätsintern auf den Sol & Lillian Goldman-Lehrstuhl. Im selben Monat wurde sie zur ersten weiblichen Dekanin der Yale Law School ernannt. Im Januar 2022 wurde sie für eine weitere fünfjährige Amtszeit als Dekanin ernannt. Zudem ist sie unter anderem Mitglied des American Law Institute und der American Academy of Arts and Sciences.

## Forschung
Gerkens Forschungsschwerpunkte liegen insbesondere im US-amerikanischen Verfassungs- und Wahlrecht. Sie hat die sogenannte „nationalistische Schule“ des Föderalismus mitbegründet. Im Gegensatz zu traditionelleren Ansichten vertritt Gerken, dass der Föderalismus auch als Instrument zur Förderung nationaler Ziele und zur Stärkung der Demokratie dienen kann und nicht nur als Begrenzung bundesstaatlicher Macht durch die Bundesgewalt anzusehen sein muss. Zudem erforscht sie die Diversität innerhalb des politischen und rechtlichen Systems und wie Dissens und abweichende Meinungen Einfluss auf die Entwicklung einer Demokratie haben können.